# Guerre byzantino-hongroise (1180-1185)
Notes
Dernière guerre byzantino-hongroise au XIIe siècle
Guerre byzantino-hongroise
La guerre byzantino-hongroise de 1180 à 1185 est la dernière guerre à opposer l’Empire byzantin et la Hongrie au XIIe siècle. Elle est causée par la volonté du roi de Hongrie, Béla III, de recouvrer la Dalmatie, la Croatie et la Syrmie qui lui avaient été données en apanage par son père Géza II. 
Il prend avantage  des difficultés intérieures qui suivent la mort de l’empereur Manuel Ier et de l’invasion normande de l’empire byzantin, pour s’emparer de Niš et de Sofia, ayant probablement en vue de marcher sur Constantinople. 
Lorsqu’Isaac II l’Ange succède à Andronic Comnène en septembre 1185, le nouvel empereur envoie des émissaires négocier la paix avec Béla. 
Celui-ci accepte d’épouser Marie, la fille de Béla, alors âgée de 10 ans, et qui apporte en dot les régions de Niš et Barancs : en retour, la Hongrie s’engage à retirer ses troupes au-delà du Danube et l’Empire byzantin reconnait la suzeraineté hongroise sur la Dalmatie et la Syrmie.

## Contexte historique
Au début du XIIe siècle, la Hongrie était devenue une puissance importante dans les Balkans. Après s’être emparée de territoires byzantins comme Sirmium (aujourd’hui Sremska Mitrovica, en Serbie) et la région voisine de Syrmie (entre la Save et le Danube), les Hongrois avaient conquis la Croatie en 1102 et diverses villes de la côte dalmate qui appartenaient à l’Empire byzantin menaçant ainsi son accès à la mer Adriatique. S’en était suivie une première guerre byzantino-hongroise de 1127-1129 après laquelle les relations étaient demeurées tendues.
Une deuxième guerre eut lieu de 1149 à 1155 s’inscrivant dans un contexte de rivalités agitant l’Europe pendant laquelle Roger II de Sicile et son successeur Guillaume Ier attiseront la volonté d’indépendance des Serbes de Rascie. La cause immédiate de cette guerre fut l’aide apportée par la Hongrie aux Serbes dans leur lutte contre la domination byzantine. Des villes furent prises et reprises des deux côtés jusqu’à ce qu’un traité de paix conclu en 1155 rétablisse le statu quo ante bellum pour une période de cinq ans, traité qui sera reconduit pour une période additionnelle de dix ans en 1161,.
En dépit de ce traité, une troisième guerre éclata de 1163 à 1168 ayant pour cause la succession de Géza II, roi de Hongrie (r. 1141-1162). Elle opposa le fils ainé et héritier de ce dernier, Étienne III, à ses deux oncles Ladislas et Étienne, ce dernier appuyé par l’empereur byzantin Manuel Ier qui cherchait à s’approprier indirectement les territoires de Dalmatie, Croatie et Syrmie donnés comme apanage au fils cadet de Géza, Béla, probablement en 1161,,. Deux ans plus tard, voyant que son protégé ne pourrait s’approprier le trône, Manuel avait signé un accord avec Étienne III en vertu duquel Béla serait envoyé à Constantinople où il épouserait Marie, la fille de l’empereur, et recevrait le titre de « despote », ce qui ouvrait la porte à l’unification des deux couronnes. En dépit de cet accord, Étienne III envahit la Syrmie  une première fois à l’été 1164,, puis au printemps 1185,. Un nouveau traité confirma la souveraineté de l’empereur byzantin sur le duché de Béla; la Dalmatie et la Bosnie furent alors converties en thèmes byzantins,. La guerre reprit en 1167, mais se termina abruptement le 8 juillet lorsqu’à la bataille de Sirmium l’armée hongroise fut anéantie par les forces byzantines.
Deux ans plus tard, la deuxième épouse de Manuel, Marie d’Antioche, devait lui donner un fils. Béla se vit alors retirer le titre de « despote » et ses fiançailles avec la fille de l’empereur furent rompues,,.

## La succession d’Étienne III

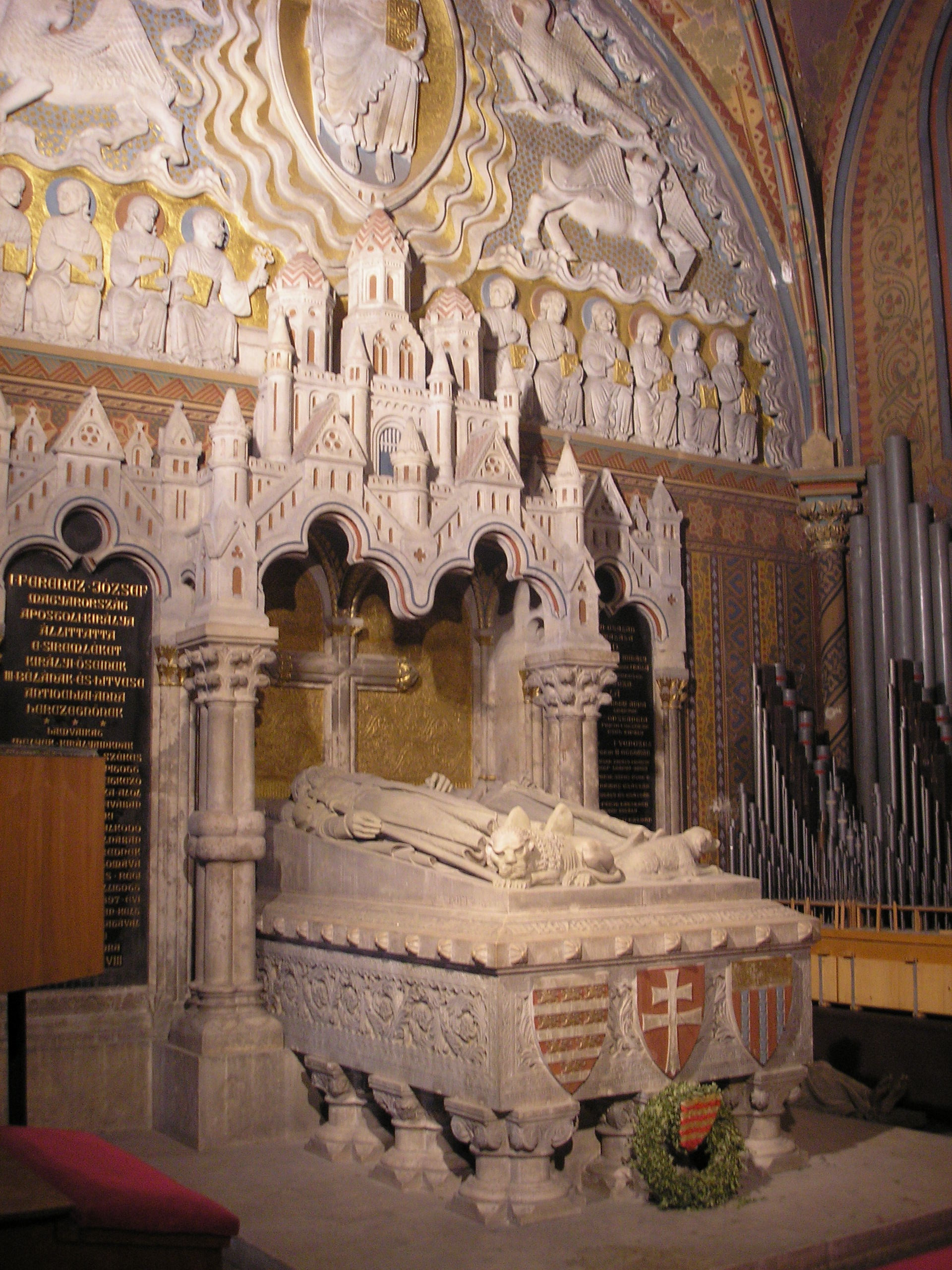
Tombe de Béla III et Agnès d'Antioche dans l'église Mathias de Budapest, où leurs restes furent transportés à la fin du XIXe siècle.

Bien qu’ayant renoncé au titre de « despote » pour celui, moindre, de « césar », Béla continua à résider à Constantinople; au printemps 1170, il épousa la belle-sœur de l’empereur, Agnès d’Antioche,,.
Étienne III décéda le 4 mars 1172; il n’avait que vingt-quatre ans et les circonstances de sa mort demeurent obscures,. Une délégation hongroise fut alors dépêchée à Sardica (maintenant Sofia en Bulgarie) où se trouvaient Manuel et Béla, réclamant le retour de Béla en Hongrie pour accéder au trône,. Avant son départ, Béla dut promettre par serment de ne rien faire dans l’avenir qui puisse nuire aux intérêts de l’empereur et des Byzantins.
Béla devait garder une certaine rancœur des promesses rompues, car une signature que l’on possède de lui durant cette période se lit  « Seigneur A., duc de Hongrie, de Dalmatie et de Croatie », omettant ainsi le nouveau titre qui lui avait été conféré tout en affirmant qu’il se considérait toujours comme seigneur des territoires qui étaient revenus à l’Empire byzantin. Toutefois pendant les huit ans qui s’écouleront entre son retour en Hongrie et la mort de Manuel Ier, il s’abstiendra de toute tentative pour reprendre la Dalmatie, la Croatie et la Syrmie. Bien plus, il enverra des renforts à l’empereur byzantin lors des affrontements avec les Turcs seldjoukides qui devaient aboutir au désastre de Myriokephalon le 17 septembre 1176,.
La  seule opposition à son accession au pouvoir vint de l’archevêque d’Esztergom, Lucas, qui refusa de le couronner; le prétexte de simonie qu’évoqua alors le prélat cachait mal la crainte de voir l’influence des « schismatiques » (entendre partisans de l’orthodoxie à laquelle Béla avait dû se rallier durant tout son séjour à Constantinople), s’étendre en Hongrie. Toutefois, à la demande du roi, le pape Alexandre III autorisa l’archevêque de Kalocsa à procéder à la cérémonie qui eut lieu le 18 janvier 1173.
L’attitude de Béla devait changer dès le décès de Manuel Ier, le 24 septembre 1180. Six mois ne s’étaient pas écoulés que Béla avait restauré sa souveraineté sur la Dalmatie,,. De même, Zadar, propriété vénitienne, se mit sous sa suzeraineté en février 1181. Il est possible qu’il se soit emparé dans le même temps de Sirmium et de la Croatie,.
Immédiatement, Béla III se mit à l’œuvre pour réorganiser l’administration de la Croatie et de la Dalmatie. Maurus Györ fut installé comme « gouverneur de la province maritime ». Conservant sa position d’ispάn (comte) du comté de Bάcs, son puissant conseiller Denis (appelé « Dénes » dans les textes hongrois et Διονύσιος/Dionysios dans les textes grecs) fut fait « ban » (gouverneur) de Croatie et Dalmatie en 1183; en 1184 il succédera à Maurus Györ comme « ban des provinces maritimes »; la même année, il fut fait « palatin de Hongrie », c’est-à-dire vice-roi. Sa juridiction s’étendait ainsi sur l’ensemble de la Croatie et de la Dalmatie, allant jusqu’au Danube. Béla s’efforcera même de réorganiser la structure ecclésiastique de Dalmatie en forçant les citoyens de Split à choisir comme archevêque un candidat pro-hongrois en la personne de son ancien médecin, Peter.

## La succession de ManuelIer
Les Byzantins, divisés après la mort de Manuel, n’étaient guère en mesure de s’objecter aux menées hongroises dans ces territoires. En guerre contre Venise, ils trouvaient peut-être préférable qu’ils soient gouvernés par la Hongrie officiellement alliée.
À la mort de Manuel Ier, le 24 septembre 1180, le trône échut à son fils Alexis alors âgé de onze ans. La régence fut assumée par sa mère, Marie d’Antioche et par le prōtosebastos Alexis Comnène, un cousin de l’empereur, soupçonné d’être l’amant de la régente. Bientôt la colère gronda contre la régence qui favorisait les marchands vénitiens au détriment des byzantins et les mercenaires occidentaux qui constituaient leur principal soutien. À plusieurs reprises des représentants de la famille Comnène tentèrent, mais en vain, de renverser le régime. Un lointain cousin de l’empereur, Andronic Comnène, alors gouverneur de la région du Pont, y parvint. Traversant l’Asie mineure, il fit face au protosébaste sur mer, pendant que la révolte éclatait dans Constantinople, provoquant un affreux bain de sang contre les Latins en mai 1182. Andronic s’afficha d’abord comme protecteur du jeune empereur, Alexis II, dont il devint le coempereur en septembre 1183. Après avoir forcé celui-ci à signer le décret de mort de sa mère, il le fit étrangler deux mois plus tard, épousant à soixante-cinq ans la veuve de son neveu, Agnès, alors âgée de treize ans. S’attaquant à la corruption et à la toute-puissance de l’aristocratie, son règne se transforma bientôt en un régime de terreur dont le caractère antilatin devait aggraver l’inimitié des pays d’Europe occidentale. L’autorité personnelle et les liens qu’avaient réussi à créer Manuel Ier cessèrent bientôt d’exister.

## La guerre

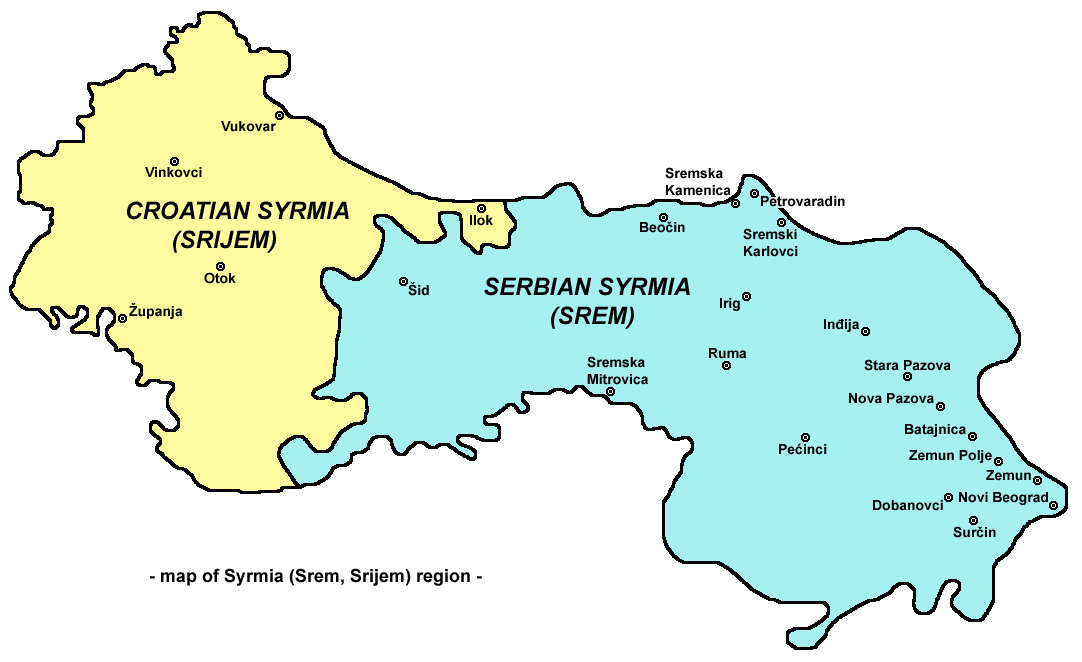
La Syrmie, une des régions en litige.

Après avoir repris possession de la Croatie et de la Dalmatie, les Hongrois se dirigèrent vers la Syrmie. Leurs troupes prirent et pillèrent en mai 1182 la région de Belgrade et de Barancs (aujourd’hui Braničevo, en Serbie) avant de s’avancer jusqu’à la vallée de la Morava. Les troupes hongroises font leur jonction avec les troupes serbes d’Étienne Nemanja et bosniaques Kulin de Bosnie à qui le chaos qui régnait à Constantinople permettait maintenant d’affirmer leur indépendance. De concert, ils capturèrent et pillèrent Niš et Sardica (aujourd’hui Sofia en Bulgarie) dans la première moitié de 1183. À Sardica, Béla III s’empara des reliques de Jean de Rila, premier ermite bulgare et saint d’une grande réputation, lesquelles étaient considérées comme un trésor national; il les fit transporter en grande pompe à Esztergom. Il semble que ceci marqua la fin de l’avancée hongroise. D’après Nicétas Choniatès, les généraux byzantins Alexis Branas et Andronic Lapardas combattaient encore les troupes hongroises dans les environs de Niš à l’automne 1183, mais se retirèrent rapidement à l'annonce du coup d'État d'Andronic Comnène.
Les avis des historiens divergent tant sur les raisons qui poussèrent Béla à lancer cette campagne à l’intérieur de l’empire que sur son arrêt subit.
Selon certains historiens hongrois comme József Deér et Gyula Moravcsik, Béla III avait comme principal objectif de défendre les intérêts des héritiers légitimes de Manuel Ier, Alexis II et Marie d’Antioche, contre l’usurpateur Andronic Comnène; son but n’aurait donc pas été un agrandissement territorial au détriment de l’empire. Ferenc Makk souligne au contraire que Marie d’Antioche écrivit à Béla pour l’encourager à dévaster Belgrade et Barancs, étant d’accord pour reconnaitre les prétentions hongroises sur certains territoires en échange d’une assistance contre Andronic. Selon Ferenc Makk, les succès temporaires remportés par Alexis Branas en 1183 avaient forcé les Hongrois à réévaluer les couts de cette guerre tant en hommes qu’en numéraire et les aurait porté à se retirer des territoires au sud du Danube, alors que  Paul Stephenson soutient qu’il les conserva ,.

## Fin du conflit

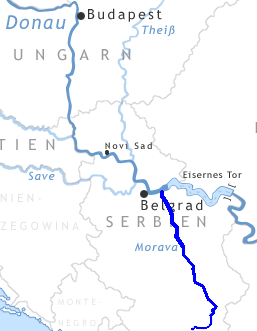
Le bassin de la Morava (aujourd’hui région de Pomoravlje en Serbie).

Quoi qu’il en soit, aucun heurt ne devait marquer 1184. Selon « L’Histoire de l’expédition de l’empereur Frédéric » (latin :  Historia de expeditione Friderici imperatoris), chronique anonyme du XIIe siècle, Béla envahit à nouveau l’Empire byzantin au début 1185.
À Constantinople, le règne de terreur instauré par l’empereur Andronic se traduisait par un mécontentement d’autant plus vif que les Normands avaient envahi l’empire, s’emparant de Dyrrachium (aujourd’hui Durrës en Albanie) en juin, se dirigeant ensuite vers Thessalonique où les attendait leur flotte. La ville fut prise à la fin-juin; une partie de l’armée se dirigea alors vers Serres, mais le gros des troupes prit le chemin de Constantinople,,.
Andronic fut renversé en septembre et Isaac II Ange (r. 1185-1195; 1204-1205) le remplaça. Sa première tâche fut de se débarrasser des Normands contre qui il envoya le général Alexis Branas. Les Normands se retirèrent, évacuèrent Thessalonique et, plus tard, Dyrrachium et Corfou,.
Isaac se tourna alors vers les Hongrois dont la campagne avait comme but officiel de venger le sort fait à la famille de Manuel Comnène. L’élimination d’Andronic Comnène résolvait ce problème et permettait une entente avec Béla III. Isaac accepta d’épouser la fille de Béla, Marguerite, alors âgée de neuf ou dix ans. Comme dot, celle-ci apporterait  un certain nombre de villes situées dans le bassin de la Morava comme Belgrade, Barancs, et probablement Niš,. À titre de bonne volonté, les  Hongrois acceptèrent aussi de retourner les reliques de saint Ivan de Rila  à Sofia . En échange de ces villes et de la promesse de Béla III de retirer ses troupes au-delà du Danube, l’empereur reconnaissait de son côté la souveraineté hongroise sur la Dalmatie et la Syrmie,. Le mariage scellant l’entente fut célébré à la fin de 1185 (selon Fine) ou au plus tard en janvier 1186 (Curta, Stephenson).

## Les suites du conflit
Ayant ainsi repoussé les Normands et conclu la paix avec les Hongrois, Isaac put se tourner vers le dernier problème (la Serbie et la Bosnie ayant plus tôt acquis leur indépendance) qui devait agiter les Balkans au cours des années suivantes : la rébellion qui grondait en Bulgarie où les deux frères Asen et Peter prenaient la tête d’un mouvement qui devait aboutir à l’établissement du second empire bulgare. Tout au cours de la décade qui suivit 1185, Isaac II put compter sur l’appui de Béla III,.